# Infinidade digital
A infinidade digital ou infinito digital é um termo técnico da teoria linguística, também chamado de "infinito discreto" e "o uso infinito de meios finitos". A ideia é que todos os idiomas conhecidos seguem um princípio lógico simples, o qual um conjunto limitado de caracteres - elementos sonoros atômicos irredutíveis - são combinados para produzir uma gama infinita de expressões potencialmente significativas, ou seja, com um significado.

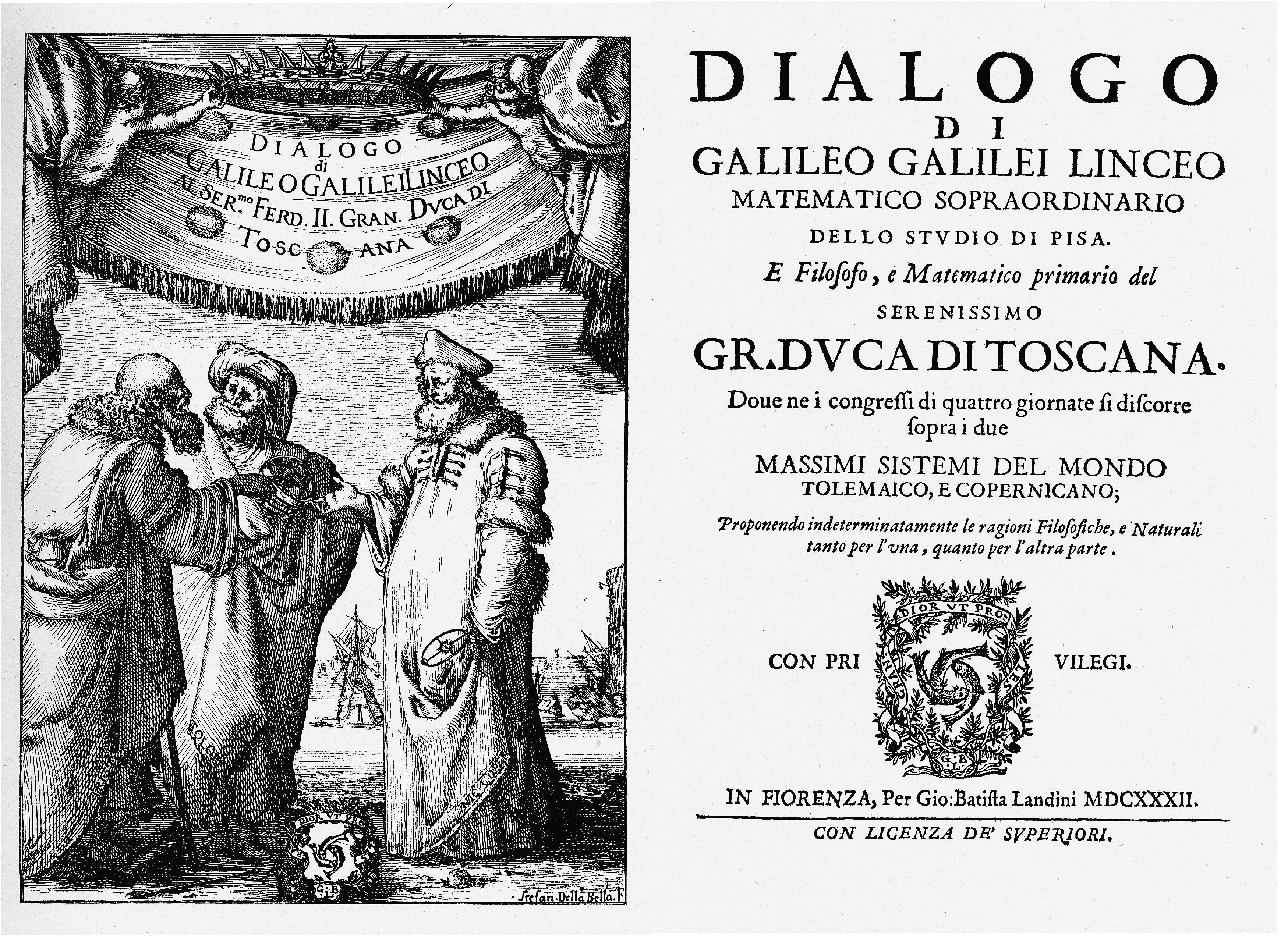
Imagem e título do livro Diálogo

Noam Chomsky cita Galileu como, talvez, o primeiro a reconhecer o significado do infinito digital. Este princípio, observa Chomsky, é "a propriedade principal da linguagem humana, e uma de suas propriedades mais distintivas: a utilização de meios finitos para expressar uma quantidade ilimitada de pensamentos". Em seu livro Diálogo, Diálogo Galileu descreve com admiração a descoberta da maneira de comunicar "o pensamento mais secreto à qualquer outra pessoa... sem dificuldade maior do que as várias maneiras de vinte e quatro caracteres se disporem no papel." Esta é a maior de todas as invenções humanas, Galileo continua, comparável às criações de um Michelangelo... (Trecho de Diálogo sobre os Dois Principais Sistemas do Mundo)

## A teoria computacional da mente
A infinidade digital corresponde ao mecanismo da Gramática Universal de Noam Chomsky, concebido como um módulo computacional inserido de alguma forma no cérebro "bagunçado"(não digital) do Homo Sapiens. Essa concepção de cognição humana - central para a chamada revolução cognitiva dos anos 1950 e 1960 - é geralmente atribuída a Alan Turing, que foi o primeiro cientista a argumentar que uma máquina feita por um homem pode, realmente, pensar. A ideia de uma máquina que pensa já tinha sido considerada absurda, tendo sido descartada por nada menos que René Descartes como teoricamente impossível. Nem os animais, nem as máquinas podem pensar, insistiu Descartes, uma vez que falta a alma dada por Deus. Turing estava bem ciente dessa objeção teológica tradicional, e explicitamente o rebateu.
Os computadores digitais de hoje são instâncias de avanço teórico de Turing em conceber a possibilidade de uma máquina pensante universal feita pelo homem - conhecido hoje em dia como máquina de Turing. Nenhum mecanismo físico pode ser intrinsecamente digital, Turing explicou que desde que - examinado de perto o suficiente - seus possíveis estados irão variar sem limite. Mas se a maioria destes estados podem ser ignorados, deixando apenas um conjunto limitado de distinções relevantes, então funcionalmente a máquina pode ser considerada 'digital' .
Uma implicação é que não existem 'dígitos': eles e suas combinações não são mais do que ficções convenientes, operando em um nível bastante independente do material ou mundo físico. No caso de uma máquina digital binária, a escolha em cada ponto é restrita a desativado versus ativado. Fundamentalmente, as propriedades intrínsecas do meio usado para codificar os sinais não tem nenhum efeito sobre a mensagem transmitida. Desativado ou ativado permanece inalterado, independentemente de o sinal consistir de fumaça, energia elétrica, som, luz ou qualquer outra coisa. No caso das gradações análogas mais-versus-menos, isso não é assim, por causa da gama de configurações possíveis que é ilimitada. Além disso, no caso análogo importa e muito saber qual o ponto médio está sendo empregado. Em outras palavras, apenas em computação digital e comunicação as informações podem ser verdadeiramente independentes da química, física ou de outras propriedades dos materiais utilizados para codificar e transmitir mensagens.
Computação e comunicação digital opera, então, independente das propriedades físicas do aparelho de computação. Como os cientistas e filósofos durante a década de 1950 chegaram às conclusões, eles exploraram o conhecimento para explicar por que a mente aparentemente opera em um nível tão diferente da matéria. Descartes comemorou a distinção entre alma imortal e corpo mortal como foi conceituada, na sequência, Turing, como nada mais que a distinção entre informação (codificada digitalmente), por um lado, e, por outro, o meio físico particular - luz, som, eletricidade ou qualquer outra coisa - escolhido para transmitir os sinais correspondentes. Note que o pressuposto cartesiano de independência da mente em relação à matéria implica - no caso humano, pelo menos - a existência de algum tipo de computador digital que opera no interior do cérebro humano.

## Um aparelho digital
Turing não afirmou que a mente humana é realmente um computador digital. Modestamente, ele propôs que computadores digitais poderiam um dia se qualificar aos olhos humanos como máquinas dotadas de uma mente. No entanto, não demorou muito para que os filósofos (principalmente Hilary Putnam) tomasse o que parecia ser o próximo passo lógico - argumentando que a própria mente humana é um computador digital, ou pelo menos que certos "módulos" mentais são melhor compreendidos dessa maneira.
Noam Chomsky ganhou destaque como um dos campeões mais audaciosos desta revolução cognitiva. Ele propôs que a linguagem é um "módulo" computacional ou "dispositivo" exclusivo do cérebro humano. Anteriormente, os linguistas pensavam em linguagem como um comportamento de aprendizado cultural: caoticamente variável, inseparável da vida social e, portanto, fora do âmbito da ciência natural. O linguista suíço Ferdinand de Saussure, por exemplo, havia definido a linguística como um ramo da semiótica, por sua vez, sendo inseparável da antropologia, sociologia e o estudo de convenções e instituições criadas pelo homem. Retratando a língua como o mecanismo natural da infinidade digital, Chomsky prometeu trazer rigor científico à linguística como um ramo direto da ciência natural.

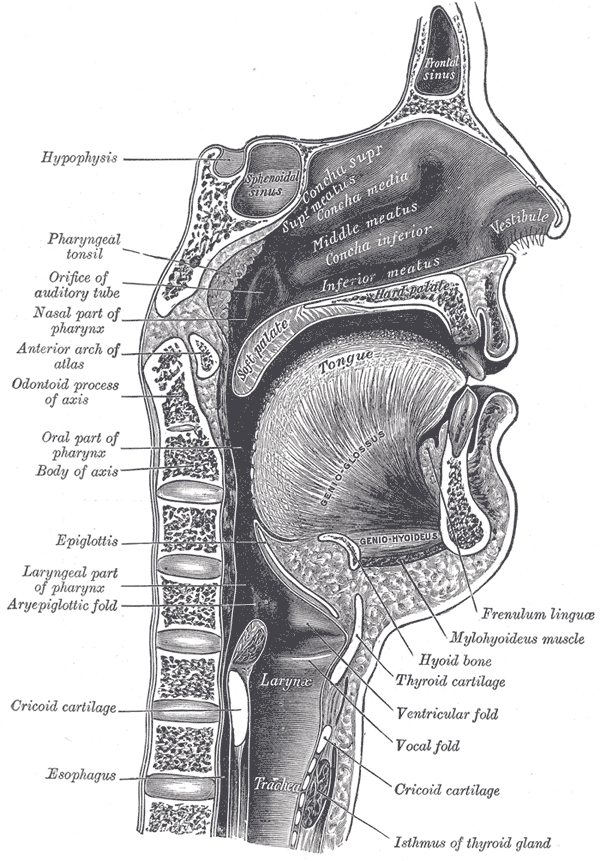
O aparelho da fala humana na secção sagital

 Na década de 1950, a fonologia foi considerada um ramo rigorosamente científico da linguística. Para fonologistas, a infinidade digital foi possível graças ao aparelho vocal humano conceituado como uma espécie de máquina que consiste em um pequeno número de interruptores binários. Por exemplo, emitir som com a voz pode ser alterado para ativado ou desativado, assim como poderia utilizar da palatalização ou nasalização e assim por diante. Tome a consoante [b], por exemplo, e alterne expressando a posição de 'desativado', ou seja, sem som - e você começa com [p]. Cada fonema possível, em qualquer uma das línguas do mundo, podem desta forma sendo gerados especificando uma configuração específica de ativar/desativar os interruptores - ou articuladores - que constituem o aparelho vocal humano. Esta abordagem tornou-se célebre como  a teoria das características distintivas, em grande parte creditada ao linguista russo e polímata Roman Jakobson. A ideia básica era que cada fonema em cada língua natural poderia, em princípio, ser reduzido aos seus componentes atômicos irredutíveis - um conjunto de escolhas ativado ou desativado permitido pelo design de um aparelho digital que consiste da língua humana, palato mole, lábios, laringe e assim por diante.
O trabalho original de Chomsky estava em morfofonologia. Durante os anos 1950, ele tornou-se inspirado pela perspectiva de estender a abordagem de características distintivas de Roman Jakobson - atualmente famoso - muito além de seu campo original de aplicação. Jakobson já havia convencido um jovem antropólogo social - Claude Lévi-Strauss - para aplicar a teoria das "características distintivas" para o estudo dos sistemas de parentesco, desta forma inaugurando "antropologia estrutural". Chomsky - que tem seu trabalho no Instituto de Tecnologia de Massachusetts graças à intervenção de Jakobson e seu aluno, Morris Halle - aguardava a oportunidade para explorar à medida que princípios semelhantes poderiam ser aplicados às várias sub-disciplinas da linguística, incluindo sintaxe e semântica. Se o componente fonológico da língua foi comprovadamente enraizado em um "órgão biológico" ou "dispositivo" digital, por que não os componentes sintáticos e semânticos? Não poderia a linguagem como um todo vir a ser um órgão ou dispositivo digital?
Isso levou Chomsky e os seus apoiadores para a ideia de semântica gerativa - a proposta de que a pessoa que fala gera palavras e frases com sentido através da combinação de elementos irredutíveis de significado, cada um dos quais pode ser ativado ou desativado. Para produzir 'bacharel', usando essa lógica, o componente relevante do cérebro deve mudar para [animado], [humano] e [masculino] para a posição ativado (+), mantendo [casado] desativado (-). O pressuposto subjacente aqui é o requisito conceitual primitivo - noções irredutíveis como [animado], [humano], [masculino], [casado] e assim por diante - são componentes geneticamente determinados pelo órgão interno da linguagem humana. Embora essa ideia iria encontrar rapidamente dificuldades intelectuais - provocando controvérsias, culminando as chamadas guerras linguísticas  - que atraiu jovens e ambiciosos eruditos impressionados pelo surgimento recente da ciência da computação e sua promessa de parcimônia e unificação científica. Se a teoria funcionasse, o princípio simples da infinidade digital se aplicaria à linguagem como um todo. A linguística em sua totalidade pode então reivindicar o cobiçado status de ciência natural.